# Пожар в психиатрической больнице №14 (Раменье)
Пожар в психоневрологической клинике № 14 начался в ночь на 26 апреля 2013 года в деревне Раменье (Дмитровский район Московской области). В результате погибли 38 человек.

## Ход событий
Пожар начался в 01:53 в психиатрической больнице № 14 деревни Раменье. Очаг возгорания находился в корпусе, где содержались больные особого режима. Корпус был кирпичный с деревянной пристройкой. Именно она и загорелась. Пациенты были и в основном здании, и в пристройке. Пожарная сигнализация сработала, дежурившая медсестра пыталась потушить огонь самостоятельно.
Вызов на пульт дежурного в пожарную часть поступил в 01:59. Из-за очень разбитой дороги пожарные час не могли добраться до горящей больницы. Есть версия, что пожарные задержались из-за половодья. Паводком затопило мост через местную речку и спасателям пришлось ехать другой, более длинной дорогой. Техника ехала к месту происшествия несколькими группами. Первая команда ехала как раз напрямик по грязи. В её состав входило 10 человек и две машины. Сразу же было вызвано усиление. Но второй группе пришлось ехать в объезд — оказалось, что переправа через реку закрыта. Машины вернулись до ближайшей развилки и поехали альтернативной дорогой.
Локализовать огонь на площади в 420 квадратных метров удалось в 04:13, а окончательно потушен он был в 04:48, почти через три часа после возгорания.
Трое человек спаслись — медсестра вывела из горящего здания двоих пациентов.

## Расследование
МВД возбудило уголовное дело по статье «нарушение правил пожарной безопасности».
Инспекторы Госпожнадзора в январе 2012 года проводили плановую проверку в клинике, были найдены нарушения, которые в августе устранили.
По словам первого замначальника центрального регионального центра МЧС РФ Александра Басулина, пожар начался с деревянной пристройке. Там находится отделение карантина. Пристройка соединена с основным зданием больницы, одноэтажным и кирпичным. На окнах клиники были железные решетки, однако Басулин отметил, что они не могли стать основным препятствием для эвакуации. Как сообщалось ранее, больные в психоневрологической клинике находились под действием лекарственных препаратов и крепко спали. Пациент подмосковной психбольницы, сумевший спастись от пожара, дал показания, что ЧП могло произойти из-за одного из больных. На допросе он заявил, что, по его мнению, виновником пожара является недавно помещенный в больницу пациент, страдающий наркоманией, из-за наркотической ломки он постоянно курил, несмотря на запреты.
Дмитровский суд Московской области в конце ноября 2016 года назначил бывшему главврачу больницы Мураду Шаову и его заместителю по безопасности Михаилу Хохлову наказание в виде 4,5 лет лишения свободы каждому. Однако в связи с объявленной к 70-летию Победы в Великой Отечественной войне амнистией они были освобождены от отбывания наказания. Гособвинение не согласилось с приговором и обжаловало его в апелляционной инстанции — Московском областном суде.
Фигуранты были признаны виновными в нарушении требований пожарной безопасности, повлекшем смерть двух и более лиц (часть 3 статьи 219 УК РФ).
По данным следствия, здание отделения № 6 Психиатрической больницы № 14 с января 2011 года являлось смешанным приёмно-карантинным отделением (СПКО), состоявшим из деревянной части 1940 года постройки и кирпичной — пристроенной в 1976—1977 годах хозяйственным способом, то есть силами самого учреждения без привлечения подрядчиков.

## День траура
27 апреля 2013 года в Подмосковье было объявлено днём траура.